# Арестеги, Нарсисо
Нарсисо Арестеги Зузунага (исп. Narciso Aréstegui Zuzunaga; около 1820, Уаро, провинция Киспиканчи — 9 февраля 1869, Титикака) — перуанский писатель

, военный и политический деятель. Представитель романтизма в литературе Перу.
Автор книги «El padre Horán», считающейся первым перуанским романом и одним из первых южноамериканских романов на испанском языке. Н. Арестеги ряду с Мариано Мельгаром также считается одним из видных основоположников индихенизма в Перу, течения в общественной мысли, изобразительном искусстве и литературе стран Латинской Америки.

## Биография
Учился в Национальном колледже наук и искусств Куско, затем до 1852 года изучал право в Национальный университет Сан-Антонио-Абад в Куско. Работал преподавателем древней и современной истории и литературы, библиотекарем.
В связи с угрозой войны с Боливией в 1853 году вступил в ополчение Национальной гвардии. Участник сражений в ходе революций 1854—1855 годов. Стал подполковником.
Был назначен префектом Куско, а затем там же военным судьей. С 1858 года — полковник.
Ректор Национального колледжа наук и искусств (1865). В 1868 году назначен префектом Пуно.
Во время прогулки по озеру Титикака, яхта с тринадцатью людьми на борту перевернулась, в результате чего утонуло 5 человек, в том числе и Нарсисо Арестеги.

## Избранные произведения
- «Отец Оран» (1848),
- «Ангел-спаситель» (опубл. 1872),
- «фаустина» (неоконч.).